# Venetiaans-Genuese oorlogen
Venetiaans-Genuese oorlogen waren vier oorlogen tussen de Republiek Venetië en de Republiek Genua. Het begon in 1256 en eindigde in 1381 met het verdrag van Turijn. De oorlogen werden gevochten in open zee, het ging om de machtspositie over de Middellandse Zee. Zelfs tijdens perioden van vrede waren incidenten van piraterij en andere kleine uitbraken van geweld tussen de twee handelsgemeenschappen veel voorkomend.
De oorlogen tussen Venetië en Genua gaven geen soelaas, integendeel. Venetië werd ernstig verzwakt, maar was geleidelijk in staat zijn publieke financiën 
herop te bouwen en te profiteren van de conflicten op het Italiaanse vasteland. Genua had minder succes in het bemiddelen van de schulden, die het tijdens deze oorlogen had opgebouwd. 

## Oorlogen
- Venetiaans-Genuese oorlog 1256-1270
- Venetiaans-Genuese oorlog 1294-1299
- Venetiaans-Genuese oorlog 1350-1355
- Venetiaans-Genuese oorlog 1378-1381 of de Chioggia-oorlog